# Il Dio nell'urna
Il Dio nell'urna, intitolato anche Il dio nel sarcofago (The God in the Bowl) è un racconto fantasy facente parte del ciclo di Conan il barbaro dello scrittore Robert Ervin Howard.

## Trama
Durante un furto in una delle tante ville benestanti di Numalia, capitale della Nemedia, Conan si imbatte in un cadavere ancora caldo. A breve una sentinella armata di balestra lo scopre e subito lo accusa di un omicidio che in realtà il barbaro non aveva commesso. L'uomo ucciso è il padrone della villa, Publio Kalliano, grande collezionista che aveva trasformato la sua dimora in una sorta di museo contenente oggetti provenienti da tutta Hyboria, compresi artefatti di natura sovrannaturale. Le guardie avvertono subito il pubblico ufficiale di Numalia della morte di Kalliano, e questi si precipita a vedere come stanno i fatti. Conan si trova in una brutta situazione legale, ma l'accusatore è esperto di leggi e tenta tutte le possibili spiegazioni per rendere giustizia al cimmero; alla fine Conan è costretto ad ammettere di essere penetrato nella villa allo scopo di rubare un prezioso diamante, ma allo stesso tempo si dichiara giustamente innocente riguardo all'omicidio. A sua parziale discolpa c'è il fatto che Kalliano è morto strangolato, mentre Conan è ben armato di spada e soprattutto è costume dei cimmeri uccidere con l'acciaio se ne hanno in mano. Fortunatamente per lui, l'intervento di uno dei servi di Kalliano spiega all'indagante che il suo padrone aveva ricevuto da poco un oggetto proveniente dalla misteriosa Stygia e che era tornato di nascosto nella villa, con l'intento di rubare il contenuto di quest'urna per poi inscenare un furto. Kalliano infatti doveva semplicemente rivendere quell'oggetto, ma la sua passione per il mistero lo aveva spinto ad usare l'inganno.
Ma come era morto Kalliano? Il ritorno del servo dalla stanza dove era stata deposta l'urna, rantolante e morente, fa capire che qualcosa non va. Infatti Conan, dopo aver conciato male un nobile presente alla scena (che aveva commissionato il furto al cimmero, ma che non volle ammetterlo) e messo un po' di paura nei suoi accusatori, li vede fuggire ad uno ad uno al ritorno del servo impazzito. Conan sente una voce che lo chiama nella stanza dell'urna, quasi ipnotizzato vi si reca e un enorme serpente con la testa di uomo lo chiama maliziosamente a sé. Solo l'istinto felino del barbaro riuscirà a spezzare l'ipnosi e a recidere la testa del serpente con un sol colpo. Uno dei figli di Set, così infatti erano chiamati quei serpenti, giaceva al suolo, mentre Toth Amon, che aveva riservato l'urna per un suo stregone rivale, comincia a conoscere le potenzialità di quello che sarà il suo peggiore incubo: Conan il cimmero.

## Commento
In questo racconto l'azione e i colpi di spada lasciano lo spazio a stile narrativo e spunti classici del genere giallo, uno dei tanti generi che Howard sapeva usare con maestria. Conan diventa co-protagonista e si intravede per la prima volta il duello, qui ancora lontano dall'essere uno scontro vero e proprio, tra Conan e Toth Amon, l'acerrimo nemico stregone.